# Aeroportul Skypark
Aeroportul Skypark (IATA: BTF, ICAO: KBTF, FAA LID: BTF) este un aeroport din Utah, Statele Unite ale Americii ce deservește zona Bountiful⁠(d).
Situat la o altitudine de 1.291 m, aeroportul dispune de 1 pistă.

## Infrastructură

### Piste
Aeroportul dispune de o singură pistă. Pista 16/34 are suprafața de asfalt și dimensiunile 4.700 picioare × 70 picioare. 